# 8831 Brändström
8831 Brändström è un asteroide della fascia principale. Scoperto nel 1989, presenta un'orbita caratterizzata da un semiasse maggiore pari a 2,5471761 UA e da un'eccentricità di 0,1215251, inclinata di 3,10406° rispetto all'eclittica.
È dedicato a Elsa Brändström che durante la prima guerra mondiale si adoperò a favore dei prigionieri di guerra tedeschi in Siberia.